# National Geographic Magazine

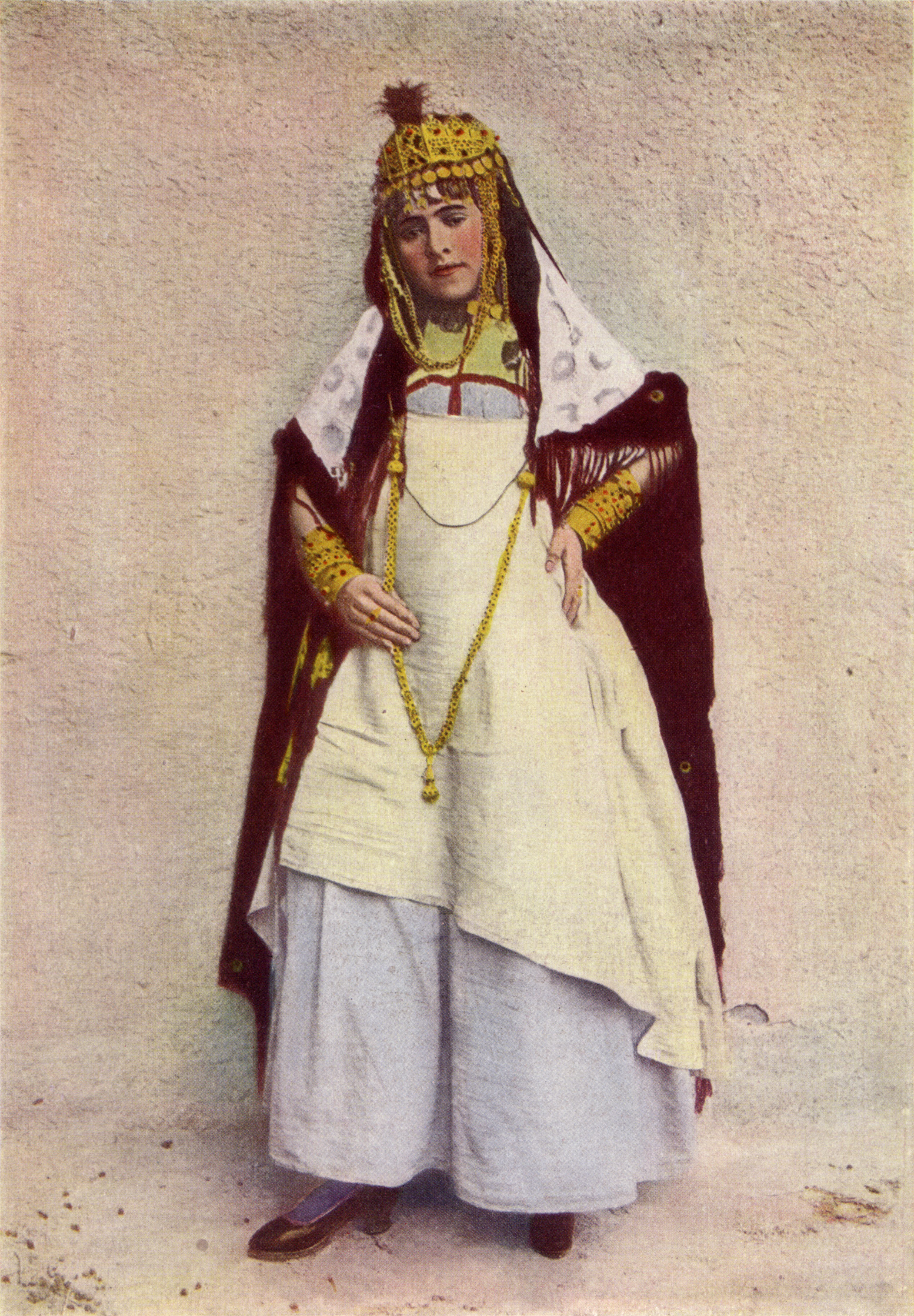
Tanečnice z kavárny, Alžír, fotografie z National Geographic Magazine, 1917

National Geographic Magazine je populárně-naučný měsíčník, který začala vydávat americká Národní zeměpisná společnost od října roku 1888, kdy vyšel v nákladu 200 výtisků. Dnes vychází v nákladu přes 8,5 milionu výtisků (včetně jinojazyčných mutací).

## Jazykové mutace
V roce 1995 začal být časopis vydáván také v japonštině a poté začaly přibývat další jazykové mutace. Těch je na konci roku 2014 již 39 (kromě základní anglické), dohromady mají náklad přes 3,3 miliony výtisků. Od září roku 2002 vychází také česká mutace (druhá nejstarší ze slovanských jazyků) – National Geographic Česko – kterou vydává společnost Astrosat Media. Do roku 2014 časopis vydávala společnost Sanoma Magazines Praha, která se společností Astrosat fúzovala.

## Fotografie
Kromě toho, že časopis je dobře známý svými články o krajině, historii a vzdálených místech na světě, vlastní časopis uznávaná ocenění za svou fotografickou kvalitu. Tato norma umožňuje poskytnout zázemí pro kvalitní světové fotožurnalisty. Časopis začal zveřejňovat první barevné fotografie na počátku 20. století, když byla tato technologie na svém počátku.
Během třicátých let dvacátého století se Luis Marden (1913-2003), spisovatel a fotograf pro National Geographic rozhodl přesvědčit společnost, aby svým fotografům poskytla malé 35 mm fotoaparáty s filmem Kodachrome a stativy.
V roce 1959 začal časopis vydávat na obaly malé fotografie, později byly tyto fotografie stále větší. National Geographic se rychle přesunula na pole digitální fotografie, a to jak v tištěné podobě, tak i na svých internetových stránkách.
V roce 2006 National Geographic zahájil mezinárodní fotografickou soutěž s účastníky z více než osmnácti zemí.

## Galerie

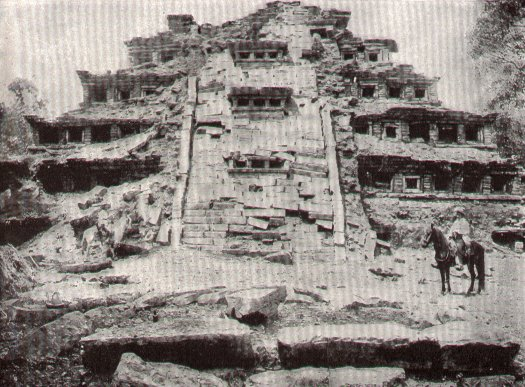
Pyramid of the Niches, El Tajín (National Geographic Magazine únor 1913)
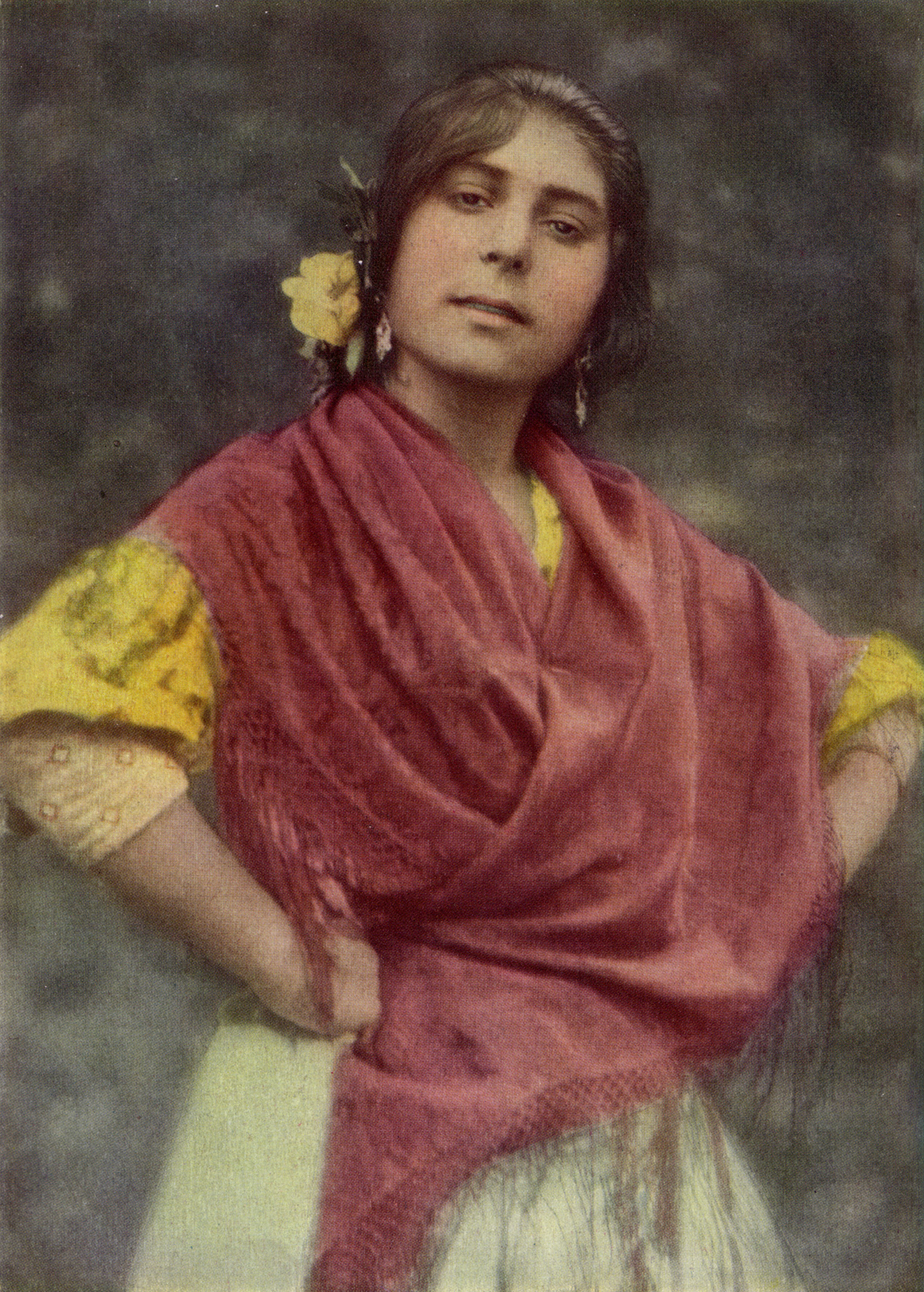
Španělská cikánka (National Geographic Magazine březen 1917)
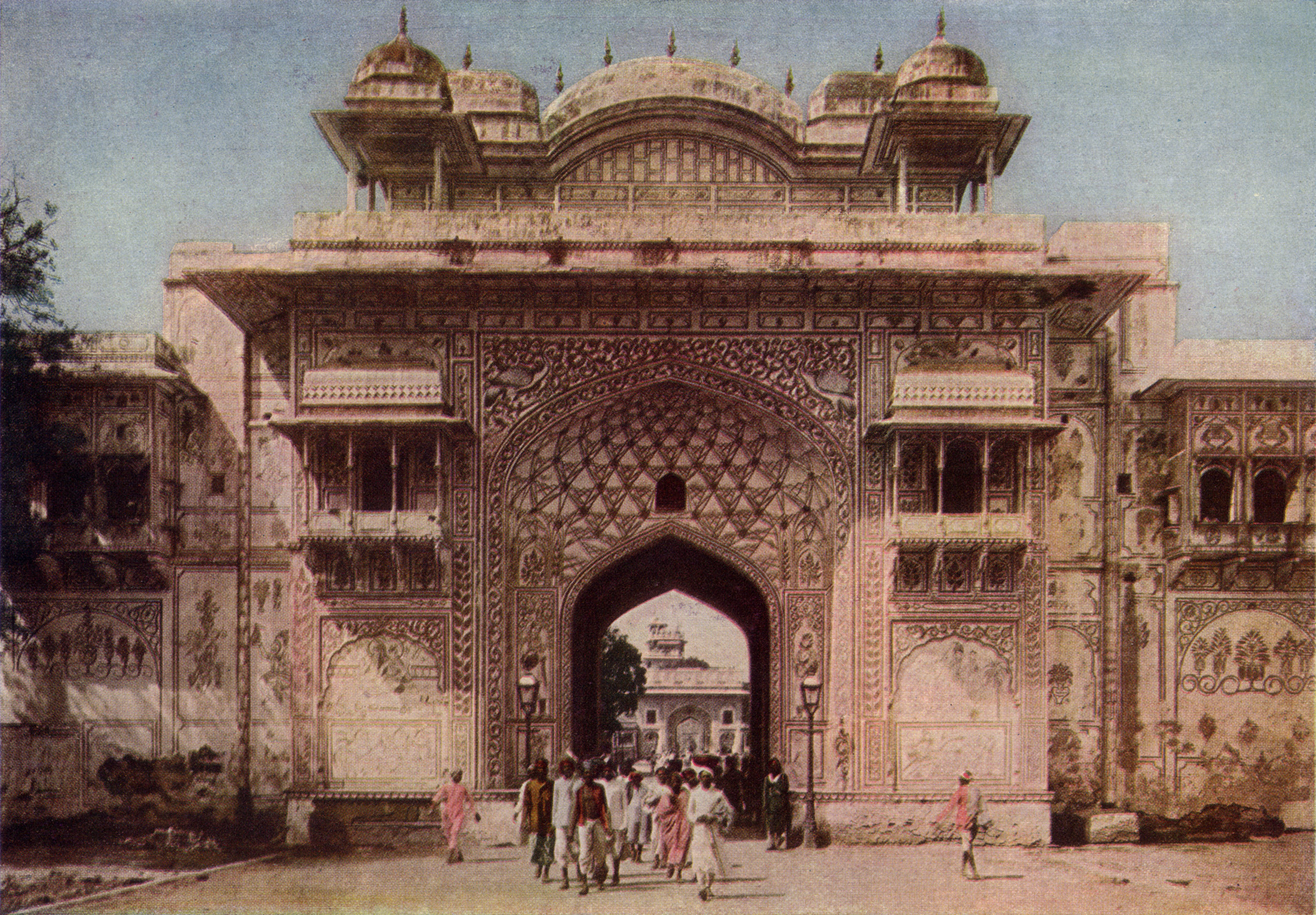
Brána v Jaipuru, Indie (National Geographic Magazine březen 1917)
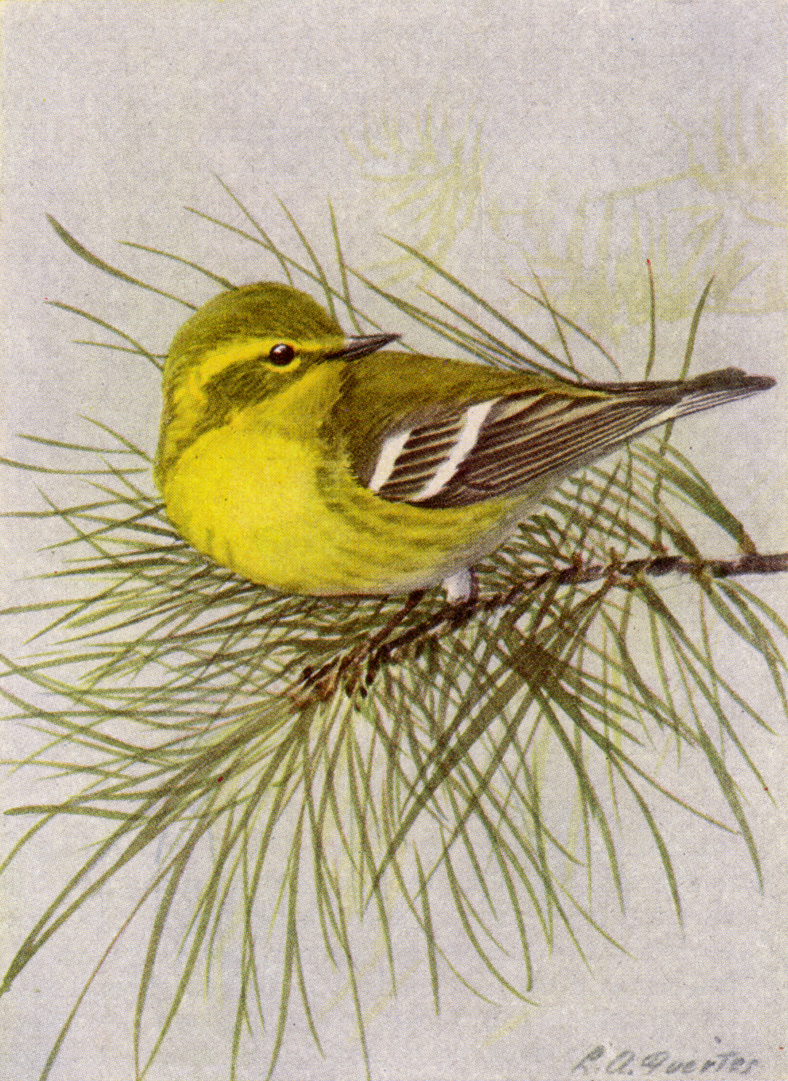
Leskňáček borový (National Geographic magazine duben 1917)
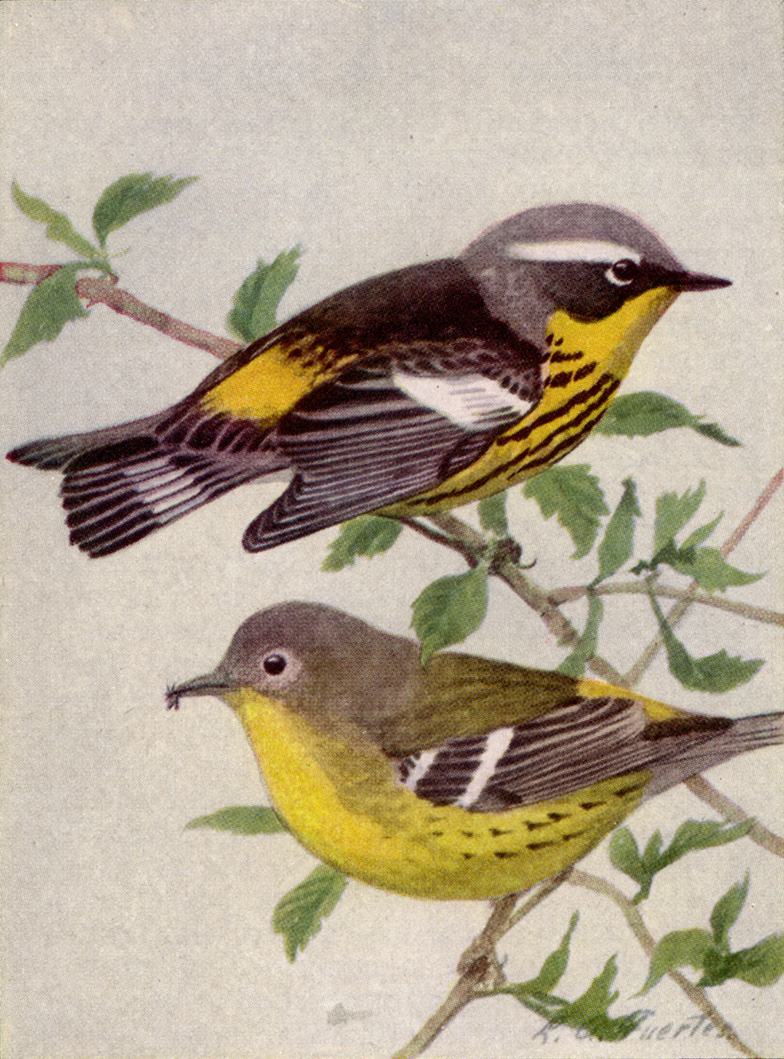
Leskňáček šácholanový (National Geographic Magazine duben 1917)
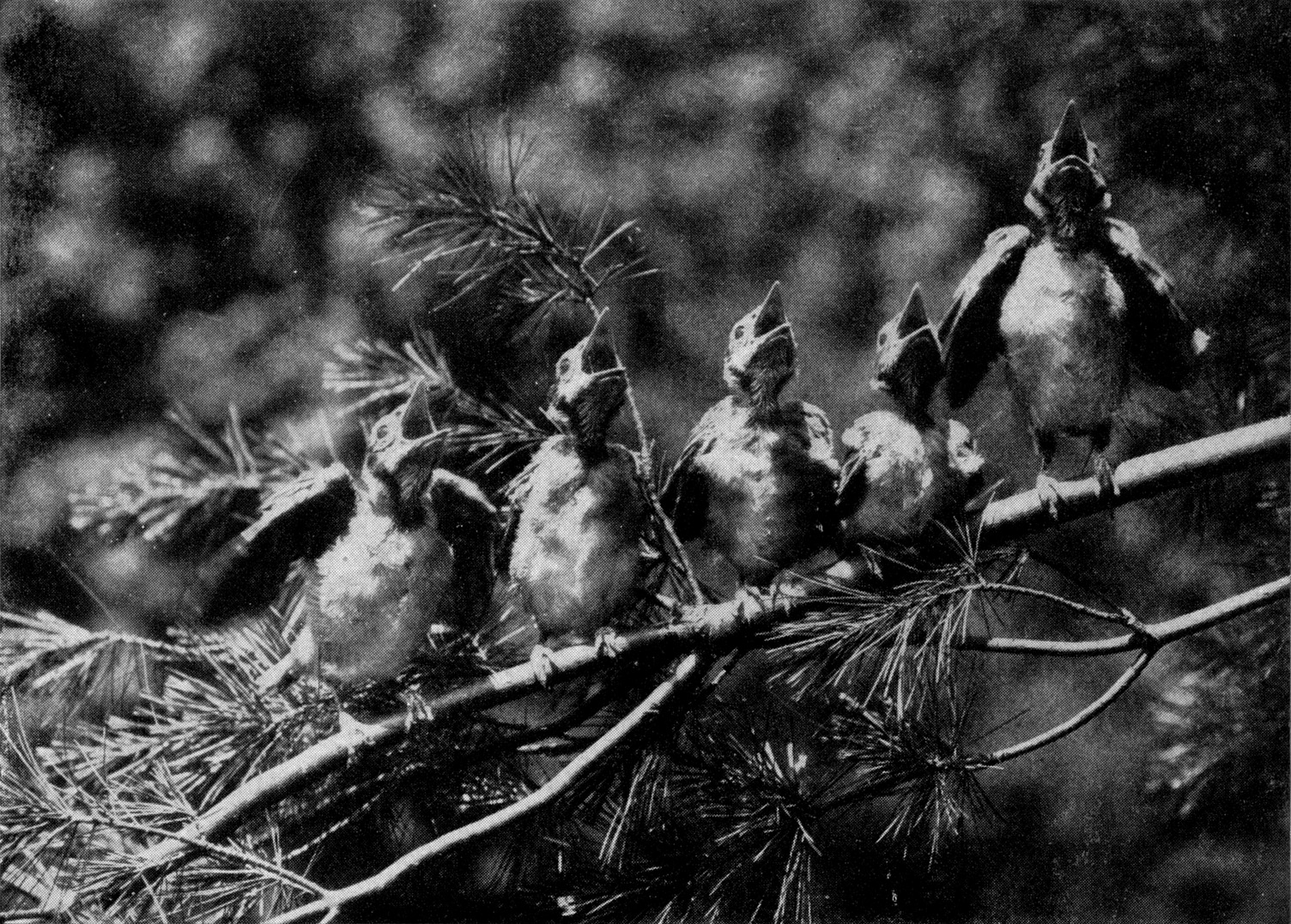
Orlovec říční (National Graphic Magazine duben 1917)
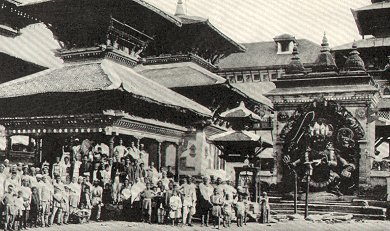
Kathmandu Market (National Geographic Magazine říjen 1920)